# Мама Татарская
Мама́ Тата́рская (до нач. XX века Мама́; укр. Мама Татарська, крымскотат. Tatar Mama, Татар Мама) — исчезнувшее село в Ленинском районе Республики Крым, располагавшееся на северо-востоке района и Керченского полуострова, на восточном берегу Чокракского озера, примерно в 1,5 км к юго-западу от современного села Курортное.

## История
Впервые в доступных источниках встречается в Ведомости о числе селений, названиях оных, в них дворов… состоящих в Феодосийском уезде от 14 октября 1805 года, согласно которой в деревне Мама Акмозской волости Феодосийского уезда числилось 4 двора и 38 жителей. После реформы волостного деления 1829 года Мама, согласно «Ведомости о казённых волостях Таврической губернии 1829 года», отнесли к Чурубашской волости (переименованной из Аккозской). Видимо, вследствие эмиграции крымских татар в Турцию, деревня заметно опустела и на карте 1836 года в деревне 7 дворов, а на карте 1842 года Мама обозначен условным знаком «малая деревня», то есть, менее 5 дворов. У деревни, на берегу озера, с 1849 года по 1939 год действовала грязелечебница.
В 1860-х годах, после земской реформы Александра II, деревню приписали к Сарайминской волости. Согласно «Списку населённых мест Таврической губернии по сведениям 1864 года», составленному по результатам VIII ревизии 1864 года, Мама — владельческая татарская деревня с 9 дворами и 30 жителями при балке Чокрак. На трёхверстовой карте Шуберта 1865—1876 года в деревне Мама обозначено 8 дворов. По «Памятной книге Таврической губернии 1889 года», по результатам Х ревизии 1887 года, в деревнях Джанкой и Мама вместе числилось 29 дворов и 156 жителей. По «…Памятной книжке Таврической губернии на 1892 год» в безземельной деревне Мама, не входившей ни в одно сельское общество, числилось 215 жителей, домохозяйств не имеющих. На верстовой карте Крыма 1896 года в селении обозначено 8 дворов с русско-татарским населением. По «…Памятной книжке Таврической губернии на 1902 год» в деревне Мамма, входившей в Ново-Александровское сельское общество, числилось 335 жителей, домохозяйств не имеющих. По Статистическому справочнику Таврической губернии. Ч.II-я. Статистический очерк, выпуск пятый Феодосийский уезд, 1915 год, в деревне Мама татарский Сарайминской волости Феодосийского уезда числилось 13 дворов (все дворы безземельные) с татарским населением в количестве 87 человек только «посторонних» жителей, из которых 40 мужчин и 47 женщин. Жители землёй не владели, в хозяйствах имелось 26 лошадей, 10 коров и 40 голов овец, свиней, или коз.
После установления в Крыму Советской власти, по постановлению Крымревкома, 25 декабря 1920 года из Феодосийского уезда был выделен Керченский (степной) уезд, а, постановлением ревкома № 206 «Об изменении административных границ» от 8 января 1921 года была упразднена волостная система и в составе Керченского уезда был создан Керченский район в который вошло село (в 1922 году уезды получили название округов. 11 октября 1923 года, согласно постановлению ВЦИК, в административное деление Крымской АССР были внесены изменения, в результате которых округа были отменены и основной административной единицей стал Керченский район в который вошло село. Согласно Списку населённых пунктов Крымской АССР по Всесоюзной переписи 17 декабря 1926 года, в селе Мама (татарский), Кезского сельсовета Керченского района, числилось 10 дворов, из них 9 крестьянских, население составляло 49 человек, из них 27 русских и 22 украинца. 1Постановлением ВЦИК «О реорганизации сети районов Крымской АССР» от 30 октября 1930 года (по другим сведениям 15 сентября 1931 года) Керченский район упразднили и село включили в состав Ленинского, а с образованием в 1935 году Маяк-Салынского района (переименованного 14 декабря 1944 года в Приморский) — в состав нового района. На километровой карте Генштаба Красной армии 1941 года в селе обозначено 11 дворов и на берегу озера — окраина села — значится Чокракский курорт. В 1944 году, после освобождения Крыма от фашистов, согласно постановлению ГКО № 5859 от 11 мая 1944 года, 18 мая крымские татары были депортированы в Среднюю Азию. Исключено из учётных данных в 1948 году.

### Динамика численности населения
| - 1805 год — 38 чел. - 1864 год — 30 чел. - 1889 год — 156 чел. - 1892 год — 215 чел. | - 1902 год — 335 чел. - 1915 год — 0/87 чел. - 1926 год — 49 чел. |